# Atac a la badia de Suda
L'atac a la badia de Suda va ser un assalt de vaixells explosius de la Regia Marina italiana a la badia de Suda, Creta , durant les primeres hores del 26 de març de 1941. Els vaixells a motor van ser llançats pels destructors Francesco Crispi i Quintino Sella a les aproximacions a la badia. Després de negociar les defenses de la cadena, les petites naus van atacar el creuer pesant de la Royal Navy HMS York i el petroler noruec Pericles. Els vaixells aliats van ser enfonsats en aigües poc profundes per les càrregues explosives i finalment es van perdre.

## Fons
Suda és un port naturalment protegit a la costa nord-oest de l'illa de Creta. Havia estat escollit com a objectiu per la Decima Flottiglia MAS mesos abans a causa de la gairebé contínua activitat naval aliada allà. El reconeixement aeri havia detectat una sèrie de vaixells de vapor navals i auxiliars fondejats a la badia de Suda.
El 25 de març de 1941, els destructors italians Francesco Crispi i Quintino Sella van partir durant la nit de l'illa de Leros a l'Egeu, cadascun transportant tres llanxes motores d'assalt de 2 tones llargues (2,0 t) de la Decima conegudes com a Motoscafo da Turismo (MT). Cadascuna de les MT (anomenades barchino - "barca petita") portava una càrrega explosiva de 300 kg (660 lliures) dins de la seva proa. Les MT estaven especialment equipades per obrir-se camí a través d'obstacles com les xarxes de torpedes. El pilot dirigiria l'embarcació d'assalt en un curs de col·lisió a la seva nau objectiu, i després saltaria del seu vaixell abans de l'impacte i la detonació de l'ogiva.

## L'atac

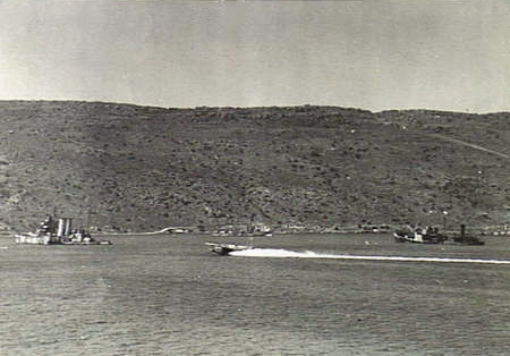
El York i el Pericles, tots dos estan parats i encallats. Un hidroavió Short Sunderland està aterrant entre ells

A les 23:30, els destructors van alliberar el MT a 10 milles (8,7 nmi; 16 km) de Suda. Un cop dins de la badia, els sis vaixells, sota el comandament del tinent Luigi Faggioni, van identificar els seus objectius: el creuer pesant HMS York, un gran petroler (el noruec Pericles de 8.300 tones llargues (8.400 t)), un altre petroler i un vaixell de càrrega. A les 4:46, dos MTs van colpejar l'HMS York al mig del vaixell, inundant les seves calderes i carregadors de popa, i el vaixell va ser encallat per la seva pròpia tripulació per evitar bolcar. Dos mariners van morir per les explosions. El Pericles va quedar greument danyat i es va assentar al fons, mentre que l'altre petroler i el vaixell de càrrega van ser enfonsats, segons fonts italianes. Segons informes britànics, aparentment els altres barchini van perdre els objectius previstos, i un d'ells va acabar encallat a la platja. Els canons antiaeris de la base van obrir foc aleatòriament, creient que la base estava sota atac aeri.
Els sis mariners italians: Luigi Faggioni, Alessio de Vito, Emilio Barberi, Angelo Cabrini, Tullio Tedeschi i Lino Beccati van ser capturats.

## Conseqüències
L'HMS York estava desactivat i posat a terra, tot i que els seus canons antiaeris encara proporcionaven defensa aèria al port. El 21 de març, dos bussejadors que avaluaven danys van morir per un quasi accident durant un atac aeri. Una operació de salvament que implicava el submarí HMS Rover, enviat des d'Alexandria per ajudar el York amb energia elèctrica, va ser abandonada a causa de la intensitat dels atacs aeris, que van danyar el submarí i el van obligar a tornar a Egipte. El creuer va ser evacuat i els seus canons principals van ser destrossats amb càrregues de demolició per la seva tripulació abans de la captura alemanya de Creta. Pel que fa al Pericles, va ser agafat a remolc pels destructors, però es va trencar en dos i es va enfonsar el 14 d'abril de 1941 en camí cap a Alexandria durant una tempesta.
L'enfonsament de l'HMS York va ser l'origen d'una controvèrsia entre la Regia Marina i la Luftwaffe sobre el crèdit pel seu enfonsament. L'assumpte va ser resolt pels registres de guerra britànics i pel propi registre de guerra del vaixell, capturat pels oficials navals italians que van pujar a bord del creuer mig enfonsat.
Després de la guerra, el casc de l'HMS York va ser aixecat i remolcat fins a Bari, i va ser desballestat allà per un demolidor italià el març de 1952.